# 啓明学院中学校・高等学校

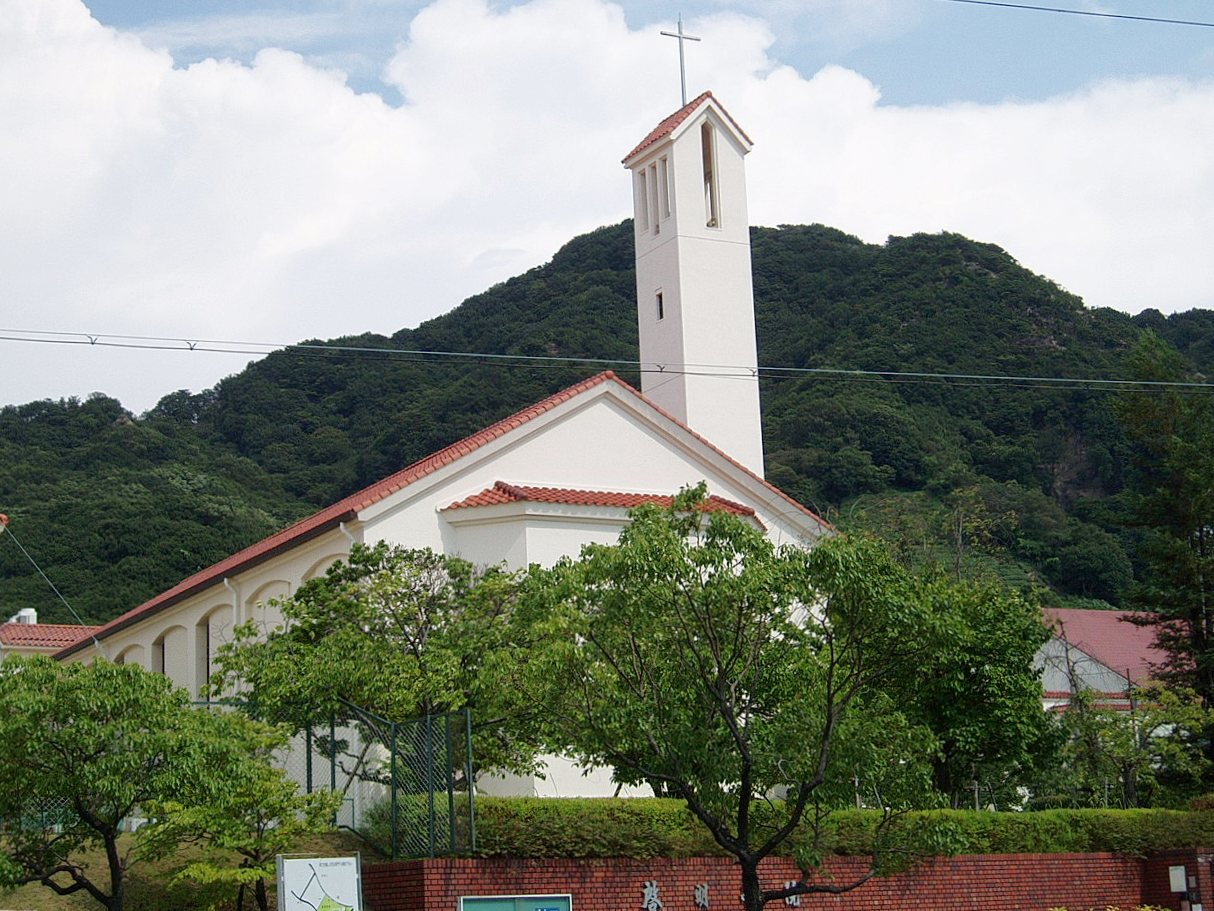
啓明学院チャペルと横尾山

啓明学院中学校・高等学校（けいめいがくいん ちゅうがっこう・こうとうがっこう）は、兵庫県神戸市須磨区横尾に所在し、中高一貫教育を提供する私立中学校・高等学校。
関西学院大学系属校であり、学校法人関西学院を中心とするランバス関係姉妹校の一つである。また、NHK学園高等学校協力校でもある。

## 沿革
- 1886年 - 
パルモア学院建学。
- 1923年 - パルモア学院に女子部設置。
- 1940年 - 日本の軍国主義化が進んだことにともない、日本名の啓明女学院に改称。
- 1947年 - 新制中学校を開設。
- 1948年 - 新制高等学校を開設。
- 1961年 - 生徒数の増大により、阪急三宮駅近くに校舎を増設。
- 1983年 - 現在地に全面移転。
- 1998年 - 関西学院・広島女学院・聖和大学/短大・パルモア学院と協定を結び、5校は系列校となる。
- 2002年 - 関西学院大学まで中・高・大の10年一貫教育を行なう共学の啓明学院中学校を開校。
- 2005年 - 高校に共学部を設置し、現校名に変更。法人名も同時に「学校法人啓明学院」とする。
- 2009年 - 高校の女子部を順次共学化。

## 特色
中学1年次から「読書」という授業が行われ、本の読み方や段落のまとめ方、レポートの書き方、図書館の使用方法を学んでいる。それらを土台として、高校2年から「学術研究」という科目に発展し、自然科学系・人文科学系などの本1冊を題材とした講座が教諭により開講され、興味のある講座を選択し、2年間に渡って研究を進めていく。また、研究の成果として、卒業までに原稿用紙30枚程度の卒業論文を提出する。
水曜日を除く週4回、授業後に駆け足と呼ばれる中学全校マラソンがある。

## 部活動
運動部
- 女子バレーボール部
- バスケットボール部
- ソフトテニス部
- 剣道部
- ダンス部
- 陸上競技部
- バドミントン部
- サッカー部
- テニス部
- アメリカンフットボール部
- チアリーディング部
- 水泳部
- コーラス部

文化部
- ESS部
- IA.YWCA部
- 美術部
- 放送部[2]
- 演劇部
- 文芸部
- 家庭部
- 茶道部
- 華道部
- 箏曲部
- 書道部
- 軽音楽部
- 写真研究部
- 吹奏楽部[3]

同好会・愛好会
- 社会部同好会
- 数理科学研究会
- ワンダーフォーゲル同好会[4]

## 著名な出身者
- 高畑愛美 - 女子サッカー選手
- 阿漕洋子 - 女子サッカー選手
- 澤田由佳 - 女子サッカー選手
- 松岡実希 - 女子サッカー選手
- 櫻田有幾子 - 女子サッカー選手
- 笠田祐樹 - 能楽師
- 松村亮 - サッカー選手
- 本山遥 - サッカー選手
- 永島優美 - 元フジテレビアナウンサー
- 荒井優奈 - 陸上競技選手 ※中学のみ